# Woodhouseit
Woodhouseit ist ein selten vorkommendes Mineral aus der Mineralklasse der „Phosphate, Arsenate und Vanadate“. Es kristallisiert im trigonalen Kristallsystem mit der Zusammensetzung CaAl3[(OH)6|SO4|PO4], ist also chemisch gesehen ein Calcium-Aluminium-Phosphat mit zusätzlichen Sulfat- ([SO4]2−) und Hydroxidionen (OH−).
Woodhouseit entwickelt meist rhomboedrische, pseudokubische Kristalle von einigen Millimetern Größe mit glasähnlichem Glanz auf den Oberflächen (nach der c-Achse auch Perlglanz möglich). In reiner Form ist er farblos und durchsichtig. Durch vielfache Lichtbrechung aufgrund von Gitterbaufehlern oder polykristalliner Ausbildung kann er aber auch weiß erscheinen und durch Fremdbeimengungen eine rosa Farbe annehmen, wobei die Transparenz entsprechend abnimmt.

## Etymologie und Geschichte
Erstmals entdeckt wurde Woodhouseit in der „Champion Mine“ in den White Mountains im US-Bundesstaat Kalifornien und beschrieben 1937 durch Dwight M. Lemmon, der das Mineral nach dem amerikanischen Mineralogen Charles Douglas Woodhouse (1888–1975) benannte.

## Klassifikation
In der veralteten 8. Auflage der Mineralsystematik nach Strunz gehörte der Woodhouseit zur Mineralklasse der „Sulfate, Chromate, Molybdate, Wolframate“ und dort zur Abteilung „Wasserfreie Sulfate mit fremden Anionen“, wo er gemeinsam mit Beudantit, Corkit, Hidalgoit, Hinsdalit, Kemmlitzit, Svanbergit und Weilerit in der „Woodhouseit-Reihe“ mit der Systemnummer VI/B.03b steht.
In der zuletzt 2018 überarbeiteten Lapis-Systematik nach Stefan Weiß, die formal auf der alten Systematik von Karl Hugo Strunz in der 8. Auflage basiert, erhielt das Mineral die System- und Mineralnummer VII/B.35-020. Dies entspricht der Klasse der „Phosphate, Arsenate und Vanadate“ und dort der Abteilung „Wasserfreie Phosphate, mit fremden Anionen F,Cl,O,OH“, wo Woodhouseit zusammen mit Beudantit, Corkit, Gallobeudantit, Hidalgoit, Hinsdalit, Kemmlitzit, Schlossmacherit und Svanbergit die „Beudantitgruppe“ mit der Systemnummer VII/B.35 bildet.
Die von der International Mineralogical Association (IMA) zuletzt 2009 aktualisierte 9. Auflage der Strunz’schen Mineralsystematik ordnet den Woodhouseit in die Klasse der „Phosphate, Arsenate und Vanadate“ und dort in die Abteilung „Phosphate usw. mit zusätzlichen Anionen; ohne H2O“ ein. Hier ist das Mineral in der Unterabteilung „Mit mittelgroßen und großen Kationen; (OH usw.) : RO4 = 3 : 1“ zu finden, wo es zusammen mit Beudantit, Corkit, Gallobeudantit, Hidalgoit, Hinsdalit, Kemmlitzit, Orpheit, Svanbergit und Weilerit die „Beudantitgruppe“ mit der Systemnummer 8.BL.05 bildet.
In der vorwiegend im englischen Sprachraum gebräuchlichen Systematik der Minerale nach Dana hat Woodhouseit die System- und Mineralnummer 43.04.01.08. Das entspricht der Klasse der „Phosphate, Arsenate und Vanadate“ und dort der Abteilung „Phosphate“. Hier findet er sich innerhalb der Unterabteilung „Zusammengesetzte Phosphate etc., (Wasserfreie zusammengesetzte Anionen mit Hydroxyl oder Halogen)“ in der „Beudantitgruppe“, in der auch Beudantit, Corkit, Hidalgoit, Hinsdalit, Svanbergit, Kemmlitzit, Weilerit und Gallobeudantit eingeordnet sind.

## Kristallstruktur
Woodhouseit kristallisiert trigonal in der Raumgruppe R3m (Raumgruppen-Nr. 166) mit den Gitterparametern a = 6,99 Å und c = 16,39 Å sowie 3 Formeleinheiten pro Elementarzelle.

## Bildung und Fundorte
Woodhouseit bildet sich durch tonige Umwandlung hydrothermal zersetzter, tonmineralreicher Gesteine wie Kaolin bzw. Mineralgemenge wie Smektite und Illite und findet sich entweder in Andalusit-Lagerstätteen oder in den Hydrothermaladern anderer Erzlagerstätten. Selten bildet er sich auch als Umwandlungsprodukt von Guano in Höhlen. Als Begleitminerale können Topas, Augelith, Lazulith und/oder Pyrophyllit auftreten.
Als seltene Mineralbildung konnte Woodhouseit bisher nur an wenigen Fundorten nachgewiesen werden, wobei rund 40 Fundorte als bekannt gelten. Neben seiner Typlokalität, der „Champion Mine“ in den White Mountains im Bundesstaat Kalifornien trat das Mineral in den Vereinigten Staaten von Amerika (USA) noch an einigen Stellen in Colorado (Boulder County, Conejos County und Rio Grande County), am Graves Mountain im Lincoln County (Georgia), in der „Algonquin Mine“ bei Philipsburg (Montana), in der „Tyrone Mine“ im Grant County (New Mexico), bei Skytop nahe State College im Centre County (Pennsylvania) und in „Willis Mountain Mine“ bei Farmville im Buckingham County (Virginia) auf.
In Österreich fand sich Woodhouseit bisher nur am Kleinen Finagl und am Leutachkopf im Untersulzbachtal.
Weitere Fundorte liegen unter anderem in Argentinien, Australien, Belgien, Bolivien, Brasilien, Bulgarien, Chile, China, Indonesien, Italien, Japan, Kanada, Kirgisistan, Norwegen, Rumänien, Russland, Schweden, Spanien, Ungarn und Tschechien.